# Proteïna de fluorescència verda

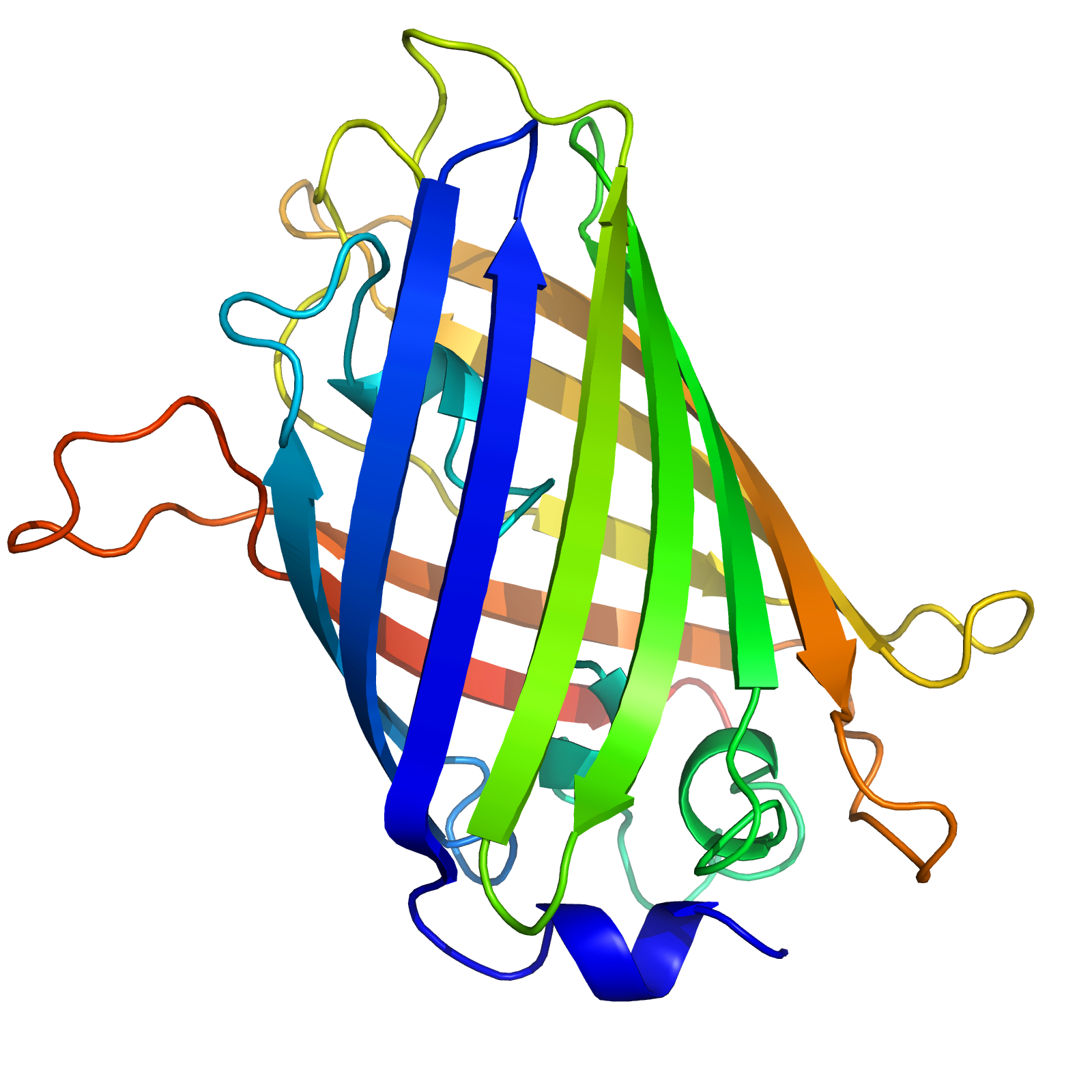
Estructura Proteïna Fluorescent Verda

La proteïna de fluorescència verda o GFP (de l'anglès green fluorescent protein) és una proteïna produïda per la medusa Aequorea victoria, que emet fluorescència (no confondre amb bioluminescència) quan s'exposa a la llum blava. Té una longitud d'ona màxima d'absorció de llum a 395 nm i un altre pic menys intens a 475 nm. El primer pic es troba a la regió inferior de l'espectre visible, corresponent al verd. Tot i relacionar generalment la GFP amb Aequorea victoria, hi ha altres organismes marins que tenen proteïnes fluorescents verdes similars.
En biologia cel·lular i molecular, el gen de la GFP s'utilitza amb freqüència com un gen indicador.
En formes modificades s'ha utilitzat per fer biosensors, i molts animals s'han manipulat per expressar la GFP i provar que un gen es pot expressar a través d'un organisme donat. El gen de la GFP es pot introduir en els organismes i mantenir-se en el seu genoma a través de la reproducció, la injecció amb un vector viral o la transformació cel·lular. Fins ara, el gen de la GFP s'ha introduït i expressat en molts bacteris, llevats i altres fongs, peixos (com el peix zebra), plantes, mosques, i cèl·lules de mamífers, incloent humans. Martin Chalfie, Osamu Shimomura i Roger Y. Tsien van ser guardonats amb el Premi Nobel de Química el 10 d'octubre de 2008 pel descobriment i desenvolupament d'aquesta proteïna.

## Història
Osamu Shimomura és el primer protagonista d'aquesta sèrie de premiats. El 1955, tot i les dificultats que la Segona Guerra Mundial i la consegüent devastació del Japó varen ocasionar a la seva carrera com a biòleg marí, fou contractat com ajudant pel professor Yashimasa Hirata de la Universitat de Nagoya. Poc després, va rebre la tasca d'aïllar la substància responsable de la luminescència del mol·lusc Cypridina. Encara que era un projecte dificultós, Shimomura aconseguí aïllar la proteïna corresponent el 1956. Un cop publicats els seus resultats, l'investigador va ser admès pel professor Frank Johnson a la Universitat de Princeton (Nova Jersey). Fou durant la seva estada als Estats Units que Shimomura sentí a parlar per primera vegada de l'Aequorea victoria i de la seva fluorescència característica. Des dels Laboratoris Friday Harbor, dirigits per Robert Fernald, l'equip de Shimomura inicià la tasca de recol·lectar meduses pels seus nous estudis. Shimomura havia observat que l'activitat bioluminescent s'inactivava a pH àcid i s'activava de nou a pH neutre. No obstant això, fou per casualitat, que l'investigador va observar un centelleig lluminós blau. Aviat va comprendre que el responsable de l'activació era un component de l'aigua del mar i, posteriorment, deduí que era el Ca2+. A principis de la dècada de 1960 Osamu Shimomura, a més d'aconseguir aïllar la GFP de la medusa Aequorea Victoria, va identificar quina part era responsable de la fluorescència. La interacció de la proteïna aequorina luminescent, també aïllada en aquella època, amb els ions Ca2+ induïa el resplendor blau observat. A la dècada dels anys setanta s'arribà a la conclusió que part d'aquesta energia lluminosa es transfereix a la GFP, canviant el color del conjunt cap al verd. El fet que la GFP sigui una proteïna de mida reduïda i que no necessita cap cofactor perquè la fluorescència tingui lloc expliquen la seva gran utilitat.
El gran interès dels biòlegs per la GFP començà el 1992, quan Douglas Prasher va publicar la seqüència de nucleòtids de la wtGFP a la revista Gene. El finançament d'aquest projecte es va esgotar, de manera que Prasher envià mostres de cDNA a diversos laboratoris. El laboratori de Martin Chalfie va expressar la seqüència de codificació de la wtGFP amb els primers pocs aminoàcids eliminats en les cèl·lules d'Escherichia coli i Caenorhabditis elegans, publicant els resultats a la revista Science el 1994. Independentment, el laboratori de Frederick Tsuji va informar de l'expressió de la proteïna recombinant un mes més tard. Cal destacar que la molècula de GFP es doblegava i era fluorescent a temperatura ambient, sense la necessitat de cofactors exògens específics. Malgrat això, aquest fet tenia diversos inconvenients, com la formació d'un espectre d'excitació de doble pic, la sensibilitat al pH, la sensibilitat al clorur, el rendiment quàntic de fluorescència pobre, la dèbil fotoestabilitat i el plegament deficient a 37 °C.
Finalment, Roger Y. Tsien establí el mecanisme molecular pel qual la GFP adquireix la seva fluorescència característica i en donà a conèixer la seva estructura tridimensional. L'equip de Tsien també destaca per la diversitat de colors que ha arribat a obtenir a partir de derivats de la GFP. El primer informe sobre l'estructura cristal·lina de la GFP va ser el de la S65T mutant, dut a terme pel grup de Remington i publicat a la revista Science el 1996. Un mes després el grup Phillips va informar de l'estructura de la wtGFP a la revista Nature Biotech. Aquestes estructures cristal·lines proporcionaren uns antecedents vitals en la formació de cromòfors i en les interaccions entre residus veïns. Els investigadors han modificat aquests residus mitjançant mutagènesis dirigides i aleatòries per produir la gran varietat de derivats de la GFP que estan en ús actualment.
Martin Chalfie, Osamu Shimomura i Roger Y. Tsien van compartir el Premi Nobel de Química 2008 pel descobriment i desenvolupament de tècniques usant la proteïna fluorescent verda.

## Presència a la natura
El propòsit tant de la bioluminescència com de la fluorescència de la GFP en les meduses es desconeix. La GFP és co-expressada amb l'aequorina en petits grànuls al voltant de la vora de l'ombrel·la de les meduses. El pic d'excitació secundària (480 nm) de la GFP absorbeix part de l'emissió blava de aequorina, donant a la bioluminescència una tonalitat més verda. El residu 65 de serina del cromòfor de la GFP és responsable dels espectres d'excitació de doble pic de la GFP de tipus salvatge i es conserva a les tres isoformes de la GFP originalment clonades per Prasher. Gairebé totes les mutacions d'aquest residu consoliden els espectres d'excitació d'un sol pic a 395nm o bé a 480nm. El mecanisme exacte d'aquesta sensibilitat és complex, però probablement implica la donació d'un hidrogen de la serina 65 al glutamat 222, que influeix en la ionització del cromòfor. Tot i que una sola mutació pot augmentar el pic d'excitació de 480nm, convertint la GFP en un company molt més eficient de l'aequorina, evolutivament sembla que A. victoria prefereix l'espectre d'excitació de doble pic, menys eficient. Roger Tsien ha especulat que la pressió hidroestàtica variable amb la profunditat pot afectar la capacitat de la serina 65 de cedir un hidrogen al cromòfor i canviar la relació dels dos pics d'excitació. Així, les meduses poden canviar el color de la seva bioluminescència amb la profunditat. Per desgràcia, un col·lapse en la població de meduses a Friday Harbor, on es va descobrir originalment la GFP, ha impedit estudiar més a fons el paper de la GFP en el medi natural de la medusa.

## Derivats
A causa del potencial d'ús generalitzat i de l'evolució de les necessitats dels investigadors, han estat dissenyats molts mutants diferents de la GFP. La principal millora va ser la determinació d'un únic punt de mutació (S65T), reportat el 1995 a la revista Nature per Roger Tsien.
Aquesta mutació va millorar molt les característiques espectrals de la GFP, provocant un augment de la fluorescència, fotoestabilitat i un desplaçament del pic d'excitació major a 488nm amb el pic d'emissió mantingut a 509nm. Això coincidia amb les característiques espectrals dels conjunts de filtre FITC habitualment disponibles, augmentant el practicatge del seu ús per a la investigació en general. El 1995 el laboratori d'Ole Thastrup va descobrir un punt d'eficiència de plegament a 37 °C (F64L) que permetia la mutació de la GFP a la EGFP (enhanced green fluorescent protein). La EGFP obrí l'ús de la GFP en cèl·lules de mamífers. Té un coeficient d'extinció (ε) de 55,000 M−1cm−1.
El rendiment quàntic de fluorescència (QY) de la EGFP és de 0,60. La brillantor relativa, expressada com a ε · QY, és 33000 M−1cm−1. La GFP superplegada, una sèrie de mutacions que permeten a la GFP plegar-se ràpidament i madurar fins i tot quan es fusiona amb pèptids poc plegats, es va donar a conèixer el 2006.

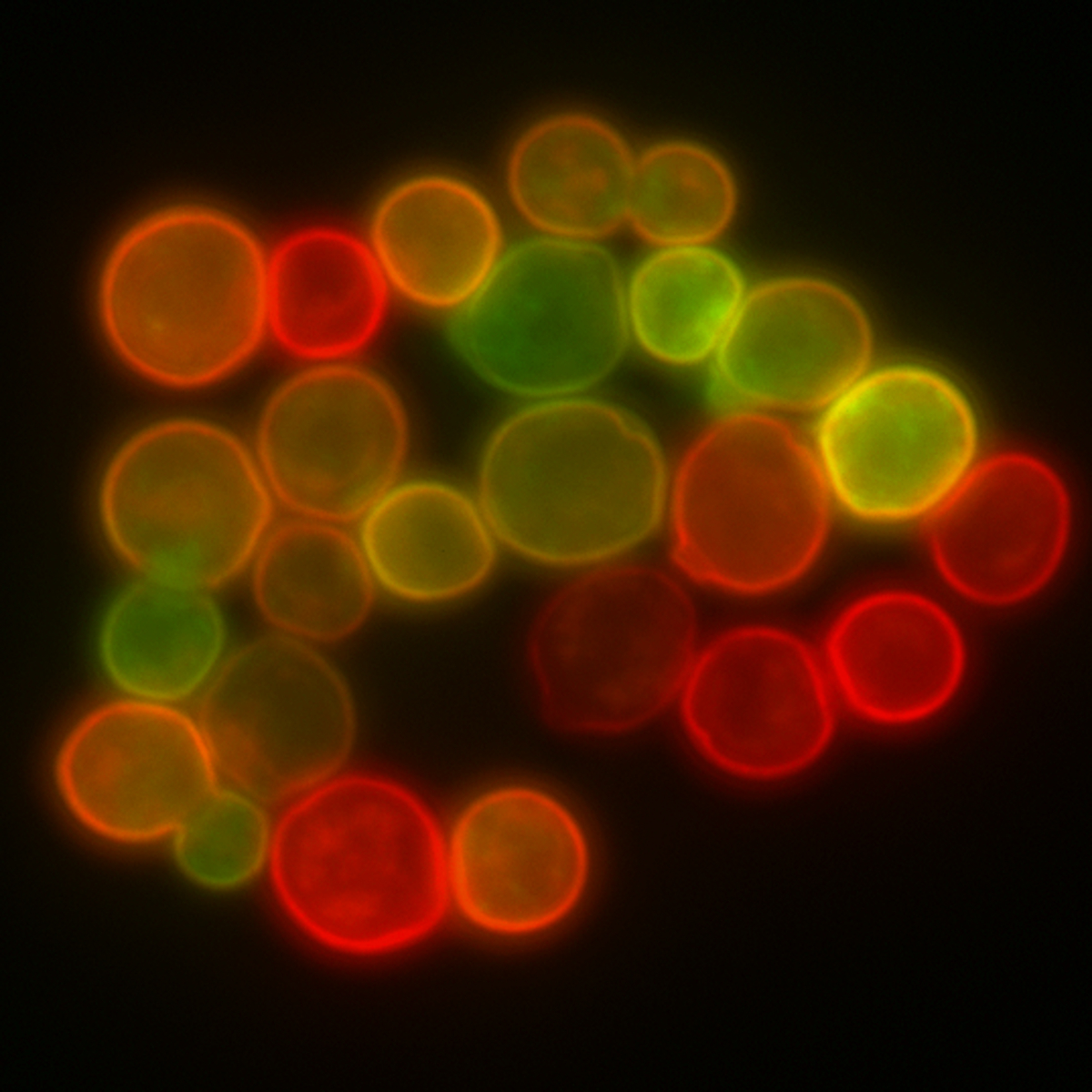
Proteïnes de la membrana dels llevats

S'han fet moltes altres mutacions, inclosos els mutants de color; en particular, la proteïna blava fluorescent (EBFP, EBFP2, atzurita, mKalama1), la proteïna fluorescent cian (ECFP, Cerulean, CyPet) i derivats de la proteïna fluorescent groga (YFP, citrí, Venus, YPet). Derivats de la BFP (excepte mKalama1) contenen la substitució Y66H. La mutació crítica en derivats cian és la substitució Y66W, que fa que el cromòfor formi un component indol en lloc dels fenòlics. Diverses mutacions addicionals compensatòries són necessàries per restaurar la brillantor a aquest cromòfor modificat degut a l'augment de grups indol. La longitud d'ona desplaçada al vermell dels derivats YFP es du a terme per la mutació T203Y i es deu a les interaccions π-electró acumulades entre els residus de tirosina substituïts i el cromòfor. Aquestes dues classes de variants espectrals s'utilitzen sovint en experiments de transmissió d'energia de ressonància (FRET). Gens genèticament codificats que són sensibles a les molècules de senyalització cel·lular, com el calci o el glutamat, estats de fosforilació de proteïnes, la complementació proteica i la dimerització del receptor, entre altres processos, ofereixen lectures òptiques altament específiques de l'activitat cel·lular en temps real.
Mutagènesis semiracionals d'una sèrie de residus portaren al desenvolupament de mutants sensibles al pH, coneguts com a pHluorins, i més tard, pHluorins súper-eclíptics. Mitjançant l'aprofitament dels ràpids canvis en el pH en la fusió de vesícules sinàptiques, s'han utilitzat pHluorins agregats a sinaptobrevina per visualitzar l'activitat sinàptica en les neurones.
Versions sensibles a les reaccions redox de la GFP (roGFP) van ser dissenyades mitjançant la introducció de cisteïnes en l'estructura de barril beta. L'estat redox de les cisteïnes determina les propietats fluorescents de la roGFP.
La nomenclatura de les GFP modificades és sovint confusa a causa de la superposició de diverses versions de la GFP en un sol nom. Per exemple, mGFP s'acostuma a referir a una GFP amb una palmitoilació N-terminal que fa que la GFP s'uneixi a les membranes cel·lulars. No obstant això, el mateix terme s'utilitza també per referir-se a les GFP monomèriques, que sovint s'aconsegueixen amb la mutació A206K i la ruptura de la interfície del dímer. La GFP de tipus salvatge té una tendència feble a la dimerització a concentracions superiors a 5mg/ml. mGFP també significa "GFP modificada", que ha estat optimitzada a través de l'intercanvi d'aminoàcids per assolir una expressió estable en cèl·lules vegetals.
Dins aquest context, cal assenyalar els treballs del científic rus Sergey Lukyanov i els seus col·laboradors, els quals descobriren la presència de proteïnes similars a la GPF en coralls. En el gènere Discosoma trobaren una proteïna fluorescent vermella, la DsRed, que va esdevenir molt important, ja que, fins aleshores, la gamma de colors que s'havia aconseguit només anava del blau al groc. Fou el laboratori de Tsien el qui utilitzà l'enginyeria genètica per obtenir una versió monomèrica de la DsRed, que en estat natural és un tetràmer.
Actualment, estan obertes una gran quantitat d'investigacions per millorar l'eficàcia de la GFP i els seus derivats. Les investigacions amb nanocossos en són un exemple, ja que s'ha arribat a demostrar que aquests tenen la capacitat de modular les propietats de la proteïna verda de forma molt precisa.

## Estructura
L'any 1996 s'aconseguí determinar l'estructura de la GFP. La proteïna fluorescent verda està constituïda per 238 aminoàcids (26,9kDa), que donen lloc a la típica estructura de barril beta, formada per onze làmines beta que en conjunt formen un cilindre, al centre del qual es troba una hèlix alfa que conté el cromòfor. Cadenes laterals dirigides cap a l'interior de l'estructura en barril provoquen una reacció de ciclació específica en el tripèptid Ser65-Tyr66-Gly67, que permet la formació dels cromòfors. Aquest procés de modificació després de la traducció es coneix com a maduració. La xarxa d'enllaços d'hidrogen i l'acumulació d'interaccions d'electrons amb les cadenes laterals influeix en el color de la wtGFP i els seus nombrosos derivats. La naturalesa estretament empaquetada del barril exclou les molècules del dissolvent, evitant així que la fluorescència dels cromòfors s'apagui degut a l'aigua.

## Usos
La disponibilitat de la GFP i els seus derivats ha redefinit completament la microscòpia de fluorescència i la forma en què s'utilitza en la biologia cel·lular i altres disciplines biològiques. Mentre que les molècules fluorescents més petites, com el FITC (isotiocianat de fluoresceïna), són fortament fototòxiques quan s'utilitzen en cèl·lules vives, proteïnes fluorescents, com ara la GFP, són generalment molt menys nocives quan s'il·luminen en les cèl·lules vives. Això ha motivat el desenvolupament de sistemes de microscòpia de fluorescència en cèl·lules vives altament automatitzada que es pot utilitzar per observar al llarg del temps una o més proteïnes marcades amb proteïnes fluorescents. Per exemple, la GFP ha estat àmpliament utilitzada en l'etiquetatge dels espermatozoides de diversos organismes amb fins d'identificació, com en la Drosophila melanogaster, on expressions de la GFP poden ser utilitzades com a marcadors d'una característica determinada. La GFP també pot expressar-se en diferents estructures, permetent fer distincions morfològiques. En aquests casos, el gen per a la producció de GFP s'introdueix en el genoma de l'organisme a la regió de l'ADN que codifica la proteïna diana, i que és controlada per la mateixa seqüència reguladora, és a dir, la seqüència reguladora del gen controla la producció de GFP, així com de les proteïnes agregades. En les cèl·lules on s'expressa el gen, i les proteïnes agregades són produïdes, la GFP se sintetitza simultàniament. Per tant, només aquelles cèl·lules en què s'expressi el gen introduït, o les proteïnes diana siguin sintetitzades, emetran llum fluorescent quan s'observen sota el microscopi de fluorescència. L'anàlisi d'aquestes observacions ha redefinit la comprensió de molts processos biològics, com el plegament de proteïnes, el transport de proteïnes, i la dinàmica d'ARN, que abans només es podia estudiar utilitzant material fixat (és a dir, no viu).
El microscopi Vertico SMI amb la tecnologia SPDM Phymod di Christoph Cremer utilitza l'anomenat efecte de "fotoblanqueig reversible" dels tints fluorescents per localitzar la GFP i els seus derivats en forma de molècules individuals en una resolució òptica de 10nm. Això també es pot realitzar com una co-localització de dos derivats de la GFP (2CLM).

Localitzar GFP, RFP,YFP en forma de molècules individuals en una resolució òptica de 10nm
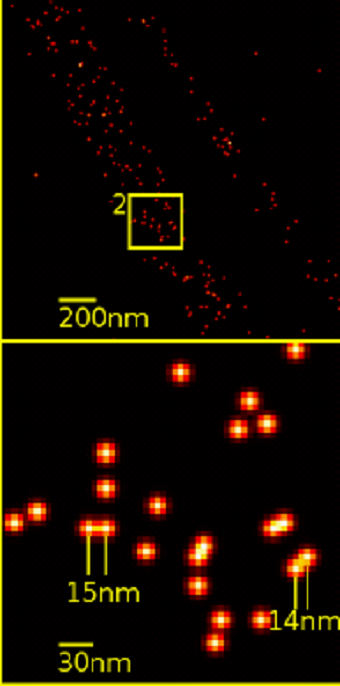
Vertico-SMI/SPDMphymod
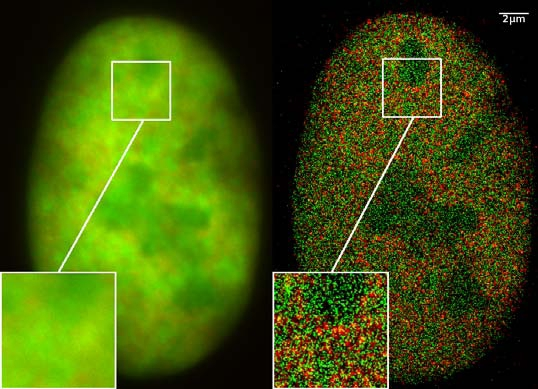
Això també es pot realitzar com una co-localització de dos derivats de la GFP 2CLM

Un altre ús de gran abast de la GFP és l'expressió de la proteïna en petits grups de cèl·lules específiques. Això permet als investigadors detectar òpticament tipus específics de cèl·lules in vitro o fins i tot in vivo (a l'organisme viu). Genèticament, la combinació de diverses variants espectrals de la GFP és un truc útil per a l'anàlisi de circuits cerebrals (Brainbow).
Altres usos interessants de les proteïnes fluorescents inclouen l'ús de GFPs com a sensors del potencial de membrana de la neurona,
dels receptors AMPA en les membranes cel·lulars, de la penetració de virus i la infecció de virus concrets com el de la grip o els lentivirus, etc.
També s'ha trobat que les noves línies de GFP transgèniques en rates poden tenir un paper rellevant per a la teràpia gènica i la medicina regenerativa. Mitjançant l'ús de "bons expressadors" de la GFP en rates transgèniques, s'han aconseguit bones visualitzacions en molts de teixits i cèl·lules que només s'havien pogut caracteritzar molt lleugerament en rates transgèniques anteriors. A través de la seva capacitat per formar cromòfor intern sense la necessitat de cofactors accessoris, enzims o altres substrats a part de l'oxigen molecular, la GFP constitueix una eina excel·lent en totes les branques de la biologia.

### Línies d'investigació en el camp de la biomedicina

#### Càncer
S'està investigant per tal que la GFP es converteixi en un indicador de l'evolució del càncer en un determinat pacient. Aquesta tecnologia consisteix a fer que les cèl·lules canceroses adquireixin una brillantor fluorescent que faciliti als cirurgians la seva extirpació. A més, permetria l'anàlisi de qualsevol altre càncer que pogués tornar a aparèixer. Aquests estudis són duts a terme principalment per la companyia AntiCancer, amb seu a San Diego (EUA), en col·laboració amb científics de la Universitat d'Okayama (Japó).
La introducció de GFP a les cèl·lules canceroses es fa a través d'un adenovirus modificat, l'anomenat OBP-401, el qual pot entrar a totes les cèl·lules de l'organisme i només es replica en aquelles que tenen telomerasa activa, l'enzim responsable de la divisió cel·lular indefinida. Aquest procés resulta molt més eficaç que l'adherència de partícules fluorescents a una proteïna situada sobre la superfície de la cèl·lula cancerosa, ja que la GFP s'integra de forma permanent en el genoma.
Experiments per provar aquestes noves tecnologies s'han dut a terme en ratolins amb diferents tumors, donant lloc a uns resultats força encoratjadors.

#### Tuberculosi
D'acord amb un estudi del Col·legi de Medicina Albert Einstein (EUA) i de la Universitat de Pittsburgh (EUA), publicat el març del 2009 a la revista PLoS ONE, s'ha desenvolupat un mètode per diagnosticar ràpidament la tuberculosi i distingir els ceps mortals resistents a drogues dels que no ho són.
Es va implantar el gen per la GFP en el genoma de bacteriòfags i, d'aquesta manera, es podia acabar introduint a l'interior del Mycobacterium tuberculosis. Els ceps de tuberculosi que eren sensibles als antibiòtics morien, però les cèl·lules resistents a les drogues sobrevivien i seguien brillant.

#### Malaltia de Huntington
La mida petita i l'estructura compacta de la GFP faciliten la seva fusió amb altres proteïnes (habitualment a l'extrem carboxil-terminal) sense modificar significativament ni la seva funció ni la seva localització subcel·lular. A més, mitjançant l'ús dels seus derivats, es poden obtenir colors de fluorescència força diferents. Tot plegat es pot utilitzar per marcar la seqüència de la proteïna huntingtina (Htt) mutada, responsable de la malaltia de Huntington. Això permet monitorar el nivell d'expressió de la proteïna patogènica en els diferents teixits al llarg de l'edat de l'animal, així com la formació i localització subcel·lular dels agregats proteics aberrants.
També hi ha exemples d'usos de modificacions de la GFP i dels seus derivats com a biosensors. Una hipòtesi prevalent és que, a les malalties neurodegenaratives i, concretament, a la malaltia de Huntington, la presència d'agregats proteics aberrants a les neurones pot ser degut a un mal funcionament del sistema ubiquitina-proteasoma, que és l'encarregat de degradar aquelles cèl·lules que així se senyalitzen. La GFP es pot usar per detectar un mal funcionament d'aquest sistema, ja que se n'han obtingut formes modificades que fan que la proteïna fluorescent es poliubiquitini molt eficaçment. Així doncs, quan els gens que codifiquen per aquesta proteïna no s'arriben a acumular, la cèl·lula no mostra fluorescència, la qual només es farà visible si el sistema ubiquitina-proteasoma falla.

#### Altres
La GFP també s'ha fet servir en estudis referits a altres malalties com ara la diabetis, la malària o la distròfia muscular. A més, un equip de viròlegs i metges ha aconseguit seguir i filmar com una cèl·lula amb VIH transmet el virus a altres cèl·lules sanes a través de la proteïna Gag d'aquest.

### Biotecnologia i bioenginyeria
La GFP i altres proteïnes similars tenen aplicacions biotecnològiques, com és la detecció d'arsènic als pous d'aigua. Els investigadors han modificat genèticament bacteris resistents a l'arsènic per tal que esdevinguin fluorescents en la seva presència. D'aquesta manera, es podrien evitar nombrosos enverinaments, especialment al sud-est asiàtic. També s'han modificat organismes a fi que emetin fluorescència en presència de trinitrotoluè o metalls pesants, com el cadmi i el zinc.
D'altra banda, s'ha plantejat si la llum emesa per la GFP d'algues i meduses podria constituir un recurs per a l'obtenció d'energia solar. Nous estudis de la Universitat de Tecnologia de Chalmers estan desenvolupant un dispositiu fotovoltaic de GFP amb cèl·lules solars de silici, a partir de les cèl·lules vives de la medusa Aequorea victoria. El procés consisteix a col·locar dos elèctrodes d'alumini separats per una petita distància en un substrat de diòxid de silici. A continuació, s'afegeixen unes gotes de la proteïna, que se situa entre els dos elèctrodes i, en exposar-se a llum ultraviolada, absorbeix fotons i pot generar electricitat. Fins ara, l'eficàcia obtinguda és escassa. No obstant això, aquesta tecnologia és molt important, ja que permetria crear cèl·lules fotoelèctriques sense recórrer a materials molt costosos, com el diòxid de titani que s'utilitza en la tecnologia solar actual.

## Aspectes culturals

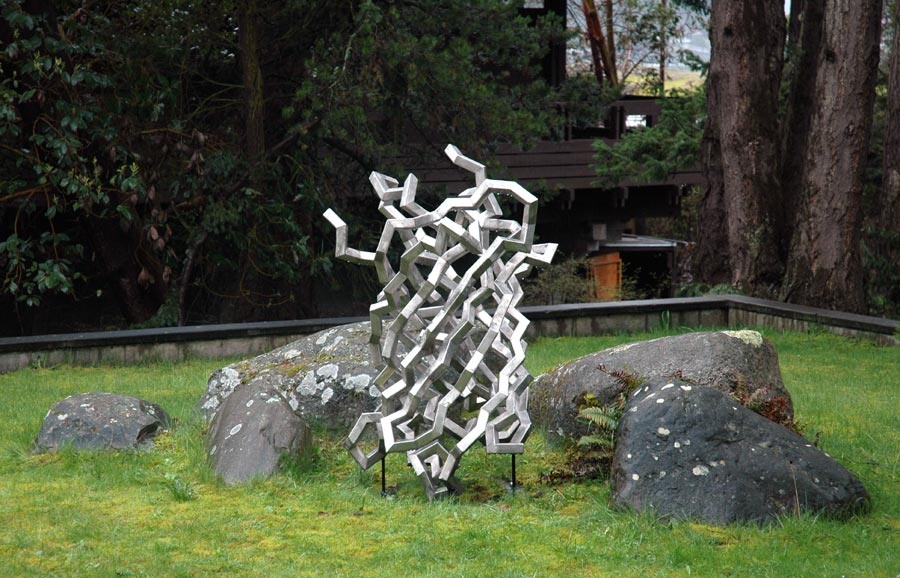
Escultura “Les meduses d'acer”

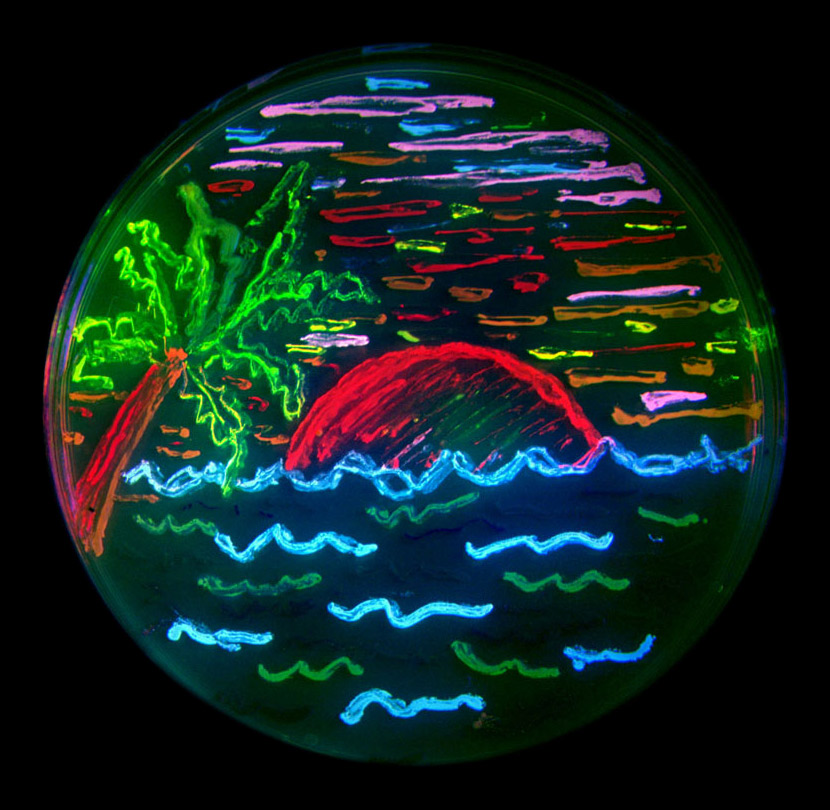
Platja de san Diego (placa de Petri amb 8 colònies de bacteris fluorescents derivats de GFP)

Julian Voss-Andreae, un artista alemany especialitzat en “escultures de proteïnes”, va crear escultures basades en l'estructura de la GFP, com la “Proteïna verda fluorescent" (2004), de 5'6" (1,70 m) d'altura i “Les meduses d'acer” (2006), de 4'7" (1,40 m) d'altura. Aquesta darrera escultura es troba actualment en el lloc on Shimomura descobrí la GFP el 1962, els laboratoris Friday Harbor de la Universitat de Washington.
Eduardo Kac també ha fet alguns treballs amb la GFP, entre els quals destaca la "GFP Bunny," Alba. Kac va encarregar a un laboratori francès la creació d'un conill verd fluorescent que és objecte d'una sèrie de peces d'art seves.
Un altre exemple d'art transgènic es pot observar a les obres de Gerfried Stocker, un artista australià, i Reinhard Nestelbacher, un biòleg molecular. Ambdós homes treballaren junts en el cultiu de bacteris dins 4000 càpsules de Petri. Alguns dels bacteris expressaren la GFP, mentre que d'altres no. Mitjançant la col·locació de les càpsules d'una determinada manera i irradiant-les amb llum ultraviolada han aconseguit composicions que descriuen dibuixos variats.
Els derivats de la GFP fins i tot s'han arribat a utilitzar en una exposició d'art que es va celebrar amb motiu dels 125 anys del naixement d'Albert Einstein. Concretament, es va fer servir l'anomenada EosFP, una proteïna clonada i estudiada per Jörg Wiedenmann i els seus col·laboradors a la Universitat d'Ulm. Aquesta proteïna es caracteritza per presentar una fluorescència que canvia de color cap al vermell quan s'irradia amb llum pròxima a la ultraviolada. Amb motiu d'aquesta exposició, milions de EosFPs es van enganxar a una pel·lícula de plàstic que cobria una fotografia d'Albert Einstein. Excitant aquestes proteïnes amb freqüències diferents, s'obtenien imatges del famós científic en diferents colors, cosa que causà una gran expectació.

## Animals transgènics
Alba, un conill fluorescent, va ser encarregada per Eduardo Kac utilitzant la GFP per a propòsits artístics i socials. L'empresa nord-americana Yorktown comercialitza peixos zebra verd fluorescents (GloFish), que van ser desenvolupats inicialment per detectar la contaminació a les vies fluvials. NeonPets, una empresa amb seu també als EUA, distribueix ratolins fluorescents verds entre les indústries que usen animals sota el nom de NeonMice. Porcs fluorescents verds, coneguts com a Noels, van ser criats per un grup d'investigadors liderats per Wu Shinn-Chih al Departament de Ciència Animal i Tecnologia a la Universitat Nacional de Taiwan.
El maig del 2009, la revista Nature va publicar un article de gran interès per la investigació biomèdica. Es tractava dels estudis fets per un equip de científics japonesos dirigits per la doctora Erika Sasaki, de l'Institut Central d'Animals Experimentals (Kawasaki), i el professor Hideyuki Okano, de l'Escola de Medicina de la Universitat de Keio (Tokio). Els seus treballs experimentals permeteren obtenir titís modificats genèticament, capaços de transmetre els canvis en els seus gens a la descendència, cosa que fins aleshores no s'havia aconseguit mai. El feu servir el tití Callithrix jacchus per la seva velocitat reproductiva, ja que una femella adulta pot arribar a tenir 80 cries al llarg de la seva vida. L'objectiu de tot això era poder utilitzar aquests animals en l'estudi de malalties com la fibrosi quística o les neurodegeneratives. També es pretenia augmentar els coneixements sobre l'envelliment i el comportament.
L'alteració del genoma s'aconseguí mitjançant la incorporació de la GFP, utilitzant com a vehicle genètic un lentivirus modificat. El gen de la GFP es va poder introduir en 91 embrions de tití produïts per fecundació natural i extrets de l'úter de les femelles, dels quals 80 varen sobreviure i varen ser implantats en mares de lloguer. Finalment, naixeren 5 cries transgèniques sanes. El següent pas fou l'extracció de l'esperma transgènic i la fertilització d'òvuls in vitro. El resultat va ser el naixement de Kouichi, el primer tití transgènic de segona generació. Així doncs, quan aquests animals són il·luminats amb llum ultraviolada, la GFP fa que les arrels dels pèls, la pell i la sang tornin de color verd fluorescent. Aquesta fluorescència permet observar amb més detall l'evolució de patologies, il·luminar cèl·lules tumorals, seguir la pista de toxines i comprovar l'activació i desactivació de determinats gens.